# 曹汴
曹汴（1499年—1588年），字子東，號自山，四川重慶府巴縣人，明朝政治人物。

## 生平
四川鄉試第八名舉人。嘉靖八年（1529年）中式己丑科會試第二百三十六名，登第二甲第四十四名進士。选庶吉士，九年七月授户科给事中，十年七月与夏言、孫應奎以事忤都御史汪鋐、大学士张孚敬，被逮下狱，後被赦放。十一年八月升礼科右，十二年四月科道互纠，以不职降一级调外任。历官浙江金華府知府。升浙江按察司副使、浙江布政司左参政，三十一年七月以赴任违限，革职閑住。

## 家族
曾祖曹天華，贈徵仕郎；祖父曹文德，贈刑部主事；父曹勑，曾任刑部員外郎。母羅氏（封安人）。具庆下。兄曹沔、曹澥。